# Список вулканов Австралии
Ниже приведён список вулканов, находящихся на территории Австралии.
| Название               | Высота | Координаты                       | Последнее извержение     |
| ---------------------- | ------ | -------------------------------- | ------------------------ |
| Атертон                | —      | 17°30′ ю. ш. 144°30′ в. д.       | Менее 100 тыс. лет назад |
| Баррин                 | 730    | 17°12′ ю. ш. 145°24′ в. д.       | 12 000 лет назад         |
| Бауайния               | —      | 24°48′ ю. ш. 149°30′ в. д.       | 23—25 млн лет назад      |
| Брисбен                | —      | 27°42′ ю. ш. 152°36′ в. д.       | 16—62 млн лет назад      |
| Бакленд                | —      | —                                | —                        |
| Бундаберг              | —      | —                                | —                        |
| Буня                   | —      | 26°54′ ю. ш. 151°48′ в. д.       | 23 млн лет назад         |
| Чудли                  | —      | 10°30′ ю. ш. 144°12′ в. д.       | 250 тыс. лет назад       |
| Ичем                   | —      | 17°12′ ю. ш. 145°36′ в. д.       | 12 000 лет назад         |
| Моусон-Пик             | 2745   |                                  | 2016                     |
| Фокс                   | —      | 18°30′ ю. ш. 145°28′ в. д.       | —                        |
| Хай                    | —      | —                                | —                        |
| Хилсборо               | —      | 21°00′ ю. ш. 149°00′ в. д.       | 33,2 млн лет назад       |
| Хаммок                 | —      | —                                | —                        |
| Кратер Хупипамее       | 1000   | 17°12′ ю. ш. 145°12′ в. д.       | —                        |
| Кинрара                | —      | 18°18′ ю. ш. 144°36′ в. д.       | 20 000 лет назад         |
| Вулкан главного хребта | —      | 27°54′ ю. ш. 152°24′ в. д.       | 23—27 млн лет назад      |
| Маунт-Лебрен           | —      | 25°35′52″ ю. ш. 151°54′32″ в. д. | Свыше 600 000 лет назад  |